# Diporotheca rhizophila
Diporotheca rhizophila är en svampart som beskrevs av C.C. Gordon & C.G. Shaw 1961. Diporotheca rhizophila ingår i släktet Diporotheca och familjen Diporothecaceae.   Inga underarter finns listade i Catalogue of Life.